# Борян, Милан
Ми́лан Бо́рян (англ. Milan Borjan, серб. Милан Борјан; род. 23 октября 1987, Книн, Югославия) — канадский футболист, вратарь саудовского клуба «Эр-Рияд» и сборной Канады.

## Клубная карьера

### Юность
Борян родился в Книне, Югославия (ныне — Хорватия) в семье сербов Миряны и Бошко. Жил в Книне до окончания войны. Нашёл убежище в Белграде, где начал играть в футбол в составе клуба «Раднички» перед тем, как эмигрировать вместе с семьёй в Гамильтон, провинция Онтарио, Канада, где семья по-прежнему проживает. Там Борян был замечен скаутами «Боки Хуниорс», которая в 2005 году включила его в состав юношеской команды. Два года спустя перешёл в состав «Ривер Плейта» — главного соперника «Боки», — где выступал за дубль. В промежутке между выступлениями за два аргентинских клуба играл за молодёжную команду уругвайского «Насьоналя». Когда главный тренер «Ривер Плейта» в качестве вратаря основы предпочёл ему Вегу, Борян больше не хотел ждать и решил перейти в другую команду из высшего дивизиона «Кильмес», где стал частью основной команды.

### Сербия
В январе 2009 года, после нескольких лет в Южной Америке, вернулся в Сербию и подписал контракт с клубом сербской суперлиги белградским «Радом». У Боряна были проблемы с попаданием первую команду, так как он был третьим вратарём с самого момента появления в клубе. Однако проблемы с получением разрешения на работу основного вратаря и травма второго сделали Боряна единственным вратарём в команде. Дебютировал в составе клуба 16 августа 2009 года в матче против «Смедерево», который завершился победой 3:2. Осенью 2010 года закрепился в стартовом составе, сыграв подряд девять матчей на «ноль». Клуб занял четвёртое место, что обеспечило ему место в квалификации Лиги Европы УЕФА 2011/12.

### Турция, Румыния
После Золотого кубка КОНКАКАФ 2011 Борян завершил переход в «Сивасспор». Дебютировал в чемпионате Турции 11 сентября в матче против «Карабюкспора» (1:2). 27 ноября, в матче против «Галатасарая», который завершился поражением «Сивасспора» 1:2, Борян получил удар головой от Энгина Байтара, которому судья показал красную карточку на 81-й минуте.
Из-за недостатка игрового времени в Турции в конце февраля было объявлено о том, что Борян отправился в аренду в румынский «Васлуй» до конца сезона с возможностью последующего выкупа. После перехода в клуб Борян занял место в основном составе, сохранив ворота «на замке» в оставшихся 16 матчах чемпионата. Это помогло занять клубу второе место и попасть в Лигу чемпионов УЕФА.
Борян вернулся в стартовый состав 2 сентября 2012 года в третьем матче сезона 2012/13 против «Фенербахче» (0:0). В начале февраля 2014 года контракт Боряна с «Сивасспором» был расторгнут из-за недостатка игрового времени под руководством нового тренера Роберто Карлоса. После разрыва контракта появились сообщения из Италии и Сербии о переходе вратаря в «Наполи» в июне, так как Турецкая футбольная федерация заблокировала переход в январе.

### Болгария, Польша
12 сентября 2014 года он, как сообщалось, перешёл в клуб боснийской Премьер-лиги «Сараево» как свободный агент, но в последний момент принял предложение болгарского «Лудогорца», квалифицировавшегося в групповой этап Лиги чемпионов. Через четыре дня после перехода дебютировал в гостевом матче группового этапа Лиги чемпионов против «Ливерпуля». Игрок сборной Канады сыграл в основной сетке Лиги чемпионов впервые с 2007 года, когда ворота «Русенборга» защищал Ларс Хиршфельд. Хоть «Лудогорцу» и удалось сравнять счёт в дополнительное время, Борян, нарушив правила на Хави Манкильо, заработал пенальти, который реализовал капитан «Ливерпуля» Стивен Джеррард, принеся своему клубу победу со счётом 2:1.
В феврале 2017 года Борян отправился в полугодичную аренду в польскую «Корону».

### Возвращение в Сербию
Летом 2017 года Борян вернулся в Сербию, подписав трёхлетний контракт с «Црвена звездой». В феврале 2019 года продлил контракт с клубом до лета 2023 года. 27 июля 2022 года продлил контракт с клубом до июня 2026 года.

## Карьера в сборной
В ноябре 2010 года Борян заявил, что решил представлять на международном уровне Канаду, несмотря на интерес к нему со стороны Сербии. 3 февраля 2011 года был вызван в состав основной сборной Канады на товарищеский матч против Греции. В этом матче, который прошёл в Ларисе и завершился поражением канадцев со счётом 0:1, Борян дебютировал в составе команды. Борян стал одним из трёх игроков сборной Канады, которые дебютировали на международном уровне в матче против Греции — двумя другими стали Тозейнт Рикеттс и Дэвид Эдгар. Летом того же года Борян попал в заявку на Золотой кубок КОНКАКАФ 2011, который стал для него первым международным турниром. 1 июня года Борян впервые сыграл на домашнем поле на стадионе «Бимо Филд» в матче против сборной Эквадора, который завершился вничью 2:2. Дебютировал в Золотом кубке 11 июня в матче против Гваделупы на «Реймонд Джеймс Стэдиум», в котором канадцы одержали победу со счётом 1:0. 12 июня 2012 года он вышел в стартовом составе в завершившемся ничьей 0:0 отборочном матче чемпионата мира 2014 против Гондураса из-за отсутствия основного вратаря Ларса Хиршфельда. Борян был включён в состав сборной Канады на Золотой кубок КОНКАКАФ 2019. Был включён в состав сборной на чемпионат мира 2022. Был включён в состав сборной на Золотой кубок КОНКАКАФ 2023.

### Статистика в сборной
| Канада | Канада | Канада           |
| Год    | Игры   | Пропущенные голы |
| ------ | ------ | ---------------- |
| 2011   | 5      | 4                |
| 2012   | 4      | 1                |
| 2013   | 7      | 9                |
| 2014   | 5      | 4                |
| 2015   | 6      | 1                |
| 2016   | 5      | 10               |
| 2017   | 5      | 4                |
| 2018   | 3      | 0                |
| 2019   | 9      | 11               |
| 2020   | 0      | 0                |
| 2021   | 9      | 4                |
| 2022   | 13     | 13               |
| 2023   | 4      | 3                |
| Всего  | 75     | 64               |